# Westwood, Australien
Westwood är en ort i Australien. Den ligger i regionen Rockhampton och delstaten Queensland, omkring 520 kilometer nordväst om delstatshuvudstaden Brisbane. Antalet invånare är 251.
Runt Westwood är det mycket glesbefolkat, med 3 invånare per kvadratkilometer.. Närmaste större samhälle är Stanwell, omkring 20 kilometer nordost om Westwood. 
I omgivningarna runt Westwood växer huvudsakligen savannskog. Genomsnittlig årsnederbörd är 1 071 millimeter. Den regnigaste månaden är januari, med i genomsnitt 283 mm nederbörd, och den torraste är augusti, med 20 mm nederbörd.